# Balbi (famiglia veneziana)
I Balbi furono una famiglia patrizia veneziana, annoverate fra le Casade Nove che entrarono a far parte del Maggior Consiglio prima della serrata.  

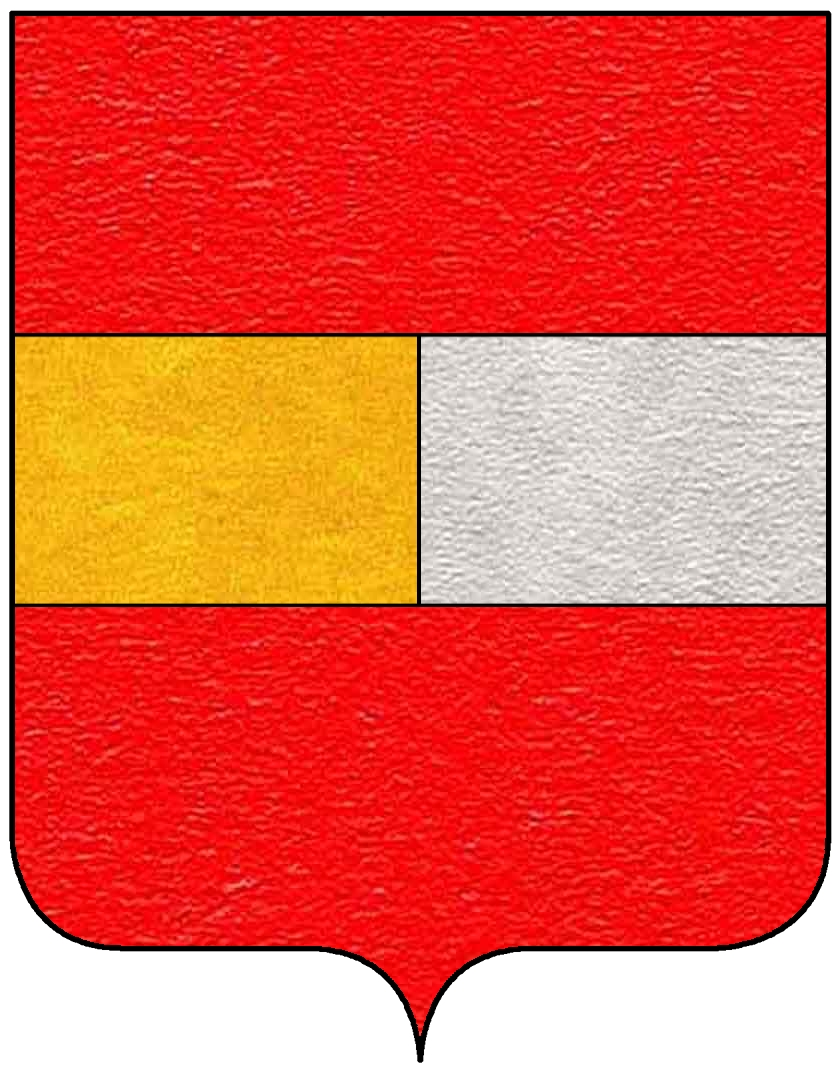
Stemma Balbi

Secondo il Freschot discendevano dalla famiglia romana dei Corneli Balbi, che giunse a Ravenna passando per Pavia e Milano. Si divise poi in due rami, dei quali uno arrivò direttamente a Venezia, mentre l'altro passò un periodo ad Aquileia.

## Personaggi illustri
Diede numerosi uomini di Chiesa:
- Buono Balbi, vescovo di Torcello morto nel 1215;
- Pietro Balbi, politico e militare che liberò Padova dall'assedio dell'imperatore Massimiliano, durante la guerra della Lega di Cambrai.

Diede anche comandanti d'armi come: 
- Teodoro nelle lotte contro i Turchi
- Leonardo nelle lotte contro i Turchi
- Lucionelle lotte contro i Turchi

Tra i letterati, spiccano
- Girolamo[1].

Nella viticoltura ed enologia:
- Giulio Marco Balbi Valier (1832-1890),  creatore del clone di Prosecco "Balbi".

## Palazzi
- Palazzo Balbi a Venezia (progettato da Alessandro Vittoria)
- Palazzo Balbi Valier a  Pieve di Soligo[2]

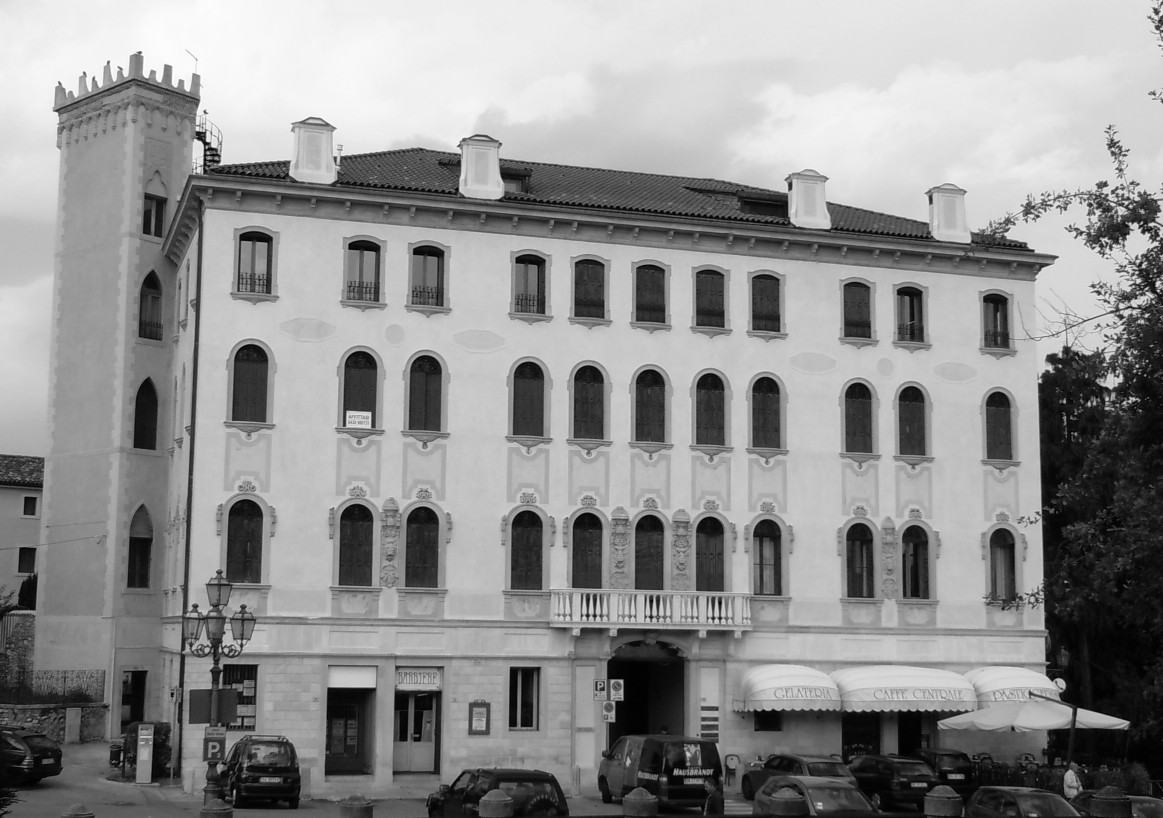
Palazzo Balbi Valier, foto di Paolo Steffab

- Teatro Balbi a Mestre Venezia